# Otto Marotz
Otto Marotz, auch Otto Marotz-Essen (* 26. Oktober 1870 in Bützow bei Köslin, Pommern; † 5. Februar 1936 in Mülheim an der Ruhr), war ein deutscher Landschafts- und Porträtmaler der Düsseldorfer Schule.

## Leben
Marotz besuchte die Kunstakademie Düsseldorf und war dort Schüler bei Eugen Kampf. An der Kunstakademie Antwerpen unterwiesen ihn Eugène Joors und Edouard de Jans (1855–1919), in München Hermann Groeber und Rudolf Schramm-Zittau.
Ab etwa 1896 diente er als Privatsekretär des Essener Industriellen Friedrich Alfred Krupp. In dessen Affäre um homosexuelle Liebhaber auf Capri, die Krupp am 15. November 1902 durch den Journalisten Kurt Eisner der sozialdemokratischen Parteizeitung Vorwärts zugeschrieben wurde, war Marotz als „Fra Ottone“ oder „Fra Lattanzio“ ein Mitglied der von Krupp angeführten Gesellschaft „Congrega di Fra Felice“ und ferner insoweit involviert, als er neben dem Maler Alberto Garibaldi White (* 1861, „Fra Alberto“) von Krupp 1901 den Auftrag erhalten hatte, die „Grotta Fra Felice“ an der Marina Piccola herzurichten, in der sich Krupp „mit jungen Männern der Insel dem homosexuellen Verkehr“ hingegeben haben soll.
Seit 1911 im belgischen Mol ansässig, wurde er mit Ausbruch des Ersten Weltkriegs unter Spionageverdacht verhaftet und ausgewiesen. In Mülheim an der Ruhr wagte er 1915 einen Neuanfang und wurde dort zu einem bekannten Heimatmaler.
1970 richtete das Heimatmuseum Tersteegenhaus in Mülheim an der Ruhr eine Gedenkausstellung mit Stadtansichten des Künstlers aus.